# 18. srpnja
18. srpnja (18. 7.) 199. je dan godine po gregorijanskom kalendaru (200. u prijestupnoj godini).
Do kraja godine ima još 166 dana.

## Događaji
- 64. – Veliki antički grad Rim iznenada se našao u plamenu. Vatrena stihija trajala je šest dana i sedam noći i potpuno uništila devet od 14 gradskih četvrti. Nikada nije potpuno razjašnjeno da li se katastrofa dogodila slučajno, ili je, kako tvrde stare kronike, požar podmetnuo rimski car Neron, koji je optužio kršćane da su podmetnuli požar i prognao ih iz Rima.
- 1290. – Kralj Edvard I. Dugonogi protjerao Židove iz Engleske.
- 1536. – Engleski Parlament donio odluku o nepriznavanju papinske vlasti u Engleskoj. Engleskom je tada vladao Henrik VIII.
- 1870. – Prvi vatikanski koncil proglasio dogmu o papinoj nepogrješivosti (infalibilitet) o pitanju vjere i morala svih vjernika.
- 1916. – Arapski poglavar, šeik Os Meke Hussein, u proglasu pozvao sunarodjake da se "late mača" i stupe u borbu protiv "bezbožne vlade" Turskog Carstva. Nikad u povijesti nisu nađeni besmisleniji izgovori za ustanak. Hussein je kao razlog naveo nagovještaje da će žene u pravima biti izjednačene s muškarcima i zapovijed turskog zapovjedništva da se čitavo vrijeme rata ne posti u vrijeme mjeseca ramazana. Arapi su, uz pomoć enleskog ekspedicijskog korpusa, izvojevali pobjedu, ali nisu ostvarili konačni cilj - oslobađanje. Umjesto Turaka, 1918. godine dobili su nove gospodare - Britance i Francuze
- 1925. – Budući nacistički čelnik Njemačke Adolf Hitler objavio prvi tom svog manifesta "Mein Kampf" (Moja borba)
- 1936. – Pobunom u Melilli, u španjolskom Maroku, protiv vlade Narodnog fronta premijera Manuela Azane, počeo Građanski rat u Španjolskoj
- 1942. – Nijemci u Drugom svjetskom ratu, uz pomoć domobrana, nakon više od mjesec dana borba, potisnule partizanske snage na planini Kozari, u sjeverozapadnoj Bosni. Spaljena su sela, a oko 50 000 ljudi odvedeno je u logore.
- 1942. – SAD u Drugom svjetskom ratu objavile rat Bugarskoj, Mađarskoj i Rumunjskoj
- 1962. – U Peruu vojska izvršila državni udar, a na čelo hunte došao general Perez Godoy
- 1971. – Šest emirata u Perzijskom zaljevu - Abu Dhabi, Dubai, Sharjah, Ajman, Um-al-Qaiwain i Fujairah - sklopilo sporazum o osnivanju federacije Ujedinjenih Arapskih Emirata (UAE). Sporazum je stupio na snagu u prosincu 1971. godine, a u veljači 1972. godine federaciji se priključio i emirat Ras al-Khaimah.
- 1972. – Egipat zatražio od SSSR-a da povuče svih 20.000 vojnih savjetnika, optuživši Moskvu da nije poslala obećano oružje.
- 1980. – Indija lansirala svoj prvi satelit "Rohini 1".
- 1986. – Načinjeni prvi snimci potonulog broda "Titanica".
- 1991. – Predsjedništvo bivše SFRJ usvojilo odluku o povlaćenju bivše JNA iz Slovenije, nakon što je ta bivša jugoslavenska republika 25. lipnja proglasila samostalnost.
- 1992. – Ratni brodovi NATO-a uplovili u Jadransko more radi kontrole provođenja sankcija UN protiv SR Jugoslavije, u prvoj takvoj operaciji u Europi od Drugog svjetskog rata.
- 1994. – U eksploziji podmetnute bombe u centru židovske zajednice u Buenos Airesu poginulo 96 ljudi.
- 2000. – Indonežanska vojska priznala učešće nekih svojih trupa u dugotrajnom kršćansko-muslimanskom ratu na Molučkim otocima.
- 2002. – Francuz marokanskog podrijetla Zacharias Mousawi, jedini optuženi za povezanost s napadima od 11. rujna 2001. u SAD-u, priznao pred sudom u Aleksandriji krivicu kao i članstvo u terorističkoj mreži Al-Q'aida. Priznanjem krivice, optuženom prijeti smrtna kazna. Mousawi je optužen za međunarodni terorizam, otmice zrakoplova, uništavanje aviona i upotrebu oružja za masovno uništenje, kao i za ubijanje Amerikanaca i uništavanje nepokretnosti.
- 2002. – Njemački kancelar Gerhard Schröder razriješio je dužnosti ministra obrane Rudolfa Scharpinga, samo dva mjeseca prije općih izbora, i to zbog sumnje da je primio novac.
- 2002. – Švicarska vlada podnijela službeni zahtjev za prijem u UN. Taj korak će dovesti do gubitka neutralnosti te zemlje, koja neutralnost uživa već 200 godina.
- 2004. – Najveći satelit za telekomunikacije u svijetu Anic-F2, kanadskog operatera Tellesat, lansiran je s rakete Arianne-5 iz Gvajanne, na sjeveroistočnoj obali Južne Amerike, priopćili su čelnici Europske svemirske agencije.
- 2010. – u Zadru otvorene 2. Hrvatske svjetske igre

| mjeseci i dani u godini | mjeseci i dani u godini                                                                                            |
| ----------------------- | --- |
|                         | |
| siječanj                | 1. 2. 3. 4. 5. 6. 7. 8. 9. 10. 11. 12. 13. 14. 15. 16. 17. 18. 19. 20. 21. 22. 23. 24. 25. 26. 27. 28. 29. 30. 31. |
|                         | |
| veljača                 | 1. 2. 3. 4. 5. 6. 7. 8. 9. 10. 11. 12. 13. 14. 15. 16. 17. 18. 19. 20. 21. 22. 23. 24. 25. 26. 27. 28. 29.         |
|                         | |
| ožujak                  | 1. 2. 3. 4. 5. 6. 7. 8. 9. 10. 11. 12. 13. 14. 15. 16. 17. 18. 19. 20. 21. 22. 23. 24. 25. 26. 27. 28. 29. 30. 31. |
|                         | |
| travanj                 | 1. 2. 3. 4. 5. 6. 7. 8. 9. 10. 11. 12. 13. 14. 15. 16. 17. 18. 19. 20. 21. 22. 23. 24. 25. 26. 27. 28. 29. 30.     |
|                         | |
| svibanj                 | 1. 2. 3. 4. 5. 6. 7. 8. 9. 10. 11. 12. 13. 14. 15. 16. 17. 18. 19. 20. 21. 22. 23. 24. 25. 26. 27. 28. 29. 30. 31. |
|                         | |
| lipanj                  | 1. 2. 3. 4. 5. 6. 7. 8. 9. 10. 11. 12. 13. 14. 15. 16. 17. 18. 19. 20. 21. 22. 23. 24. 25. 26. 27. 28. 29. 30.     |
|                         | |
| srpanj                  | 1. 2. 3. 4. 5. 6. 7. 8. 9. 10. 11. 12. 13. 14. 15. 16. 17. 18. 19. 20. 21. 22. 23. 24. 25. 26. 27. 28. 29. 30. 31. |
|                         | |
| kolovoz                 | 1. 2. 3. 4. 5. 6. 7. 8. 9. 10. 11. 12. 13. 14. 15. 16. 17. 18. 19. 20. 21. 22. 23. 24. 25. 26. 27. 28. 29. 30. 31. |
|                         | |
| rujan                   | 1. 2. 3. 4. 5. 6. 7. 8. 9. 10. 11. 12. 13. 14. 15. 16. 17. 18. 19. 20. 21. 22. 23. 24. 25. 26. 27. 28. 29. 30.     |
|                         | |
| listopad                | 1. 2. 3. 4. 5. 6. 7. 8. 9. 10. 11. 12. 13. 14. 15. 16. 17. 18. 19. 20. 21. 22. 23. 24. 25. 26. 27. 28. 29. 30. 31. |
|                         | |
| studeni                 | 1. 2. 3. 4. 5. 6. 7. 8. 9. 10. 11. 12. 13. 14. 15. 16. 17. 18. 19. 20. 21. 22. 23. 24. 25. 26. 27. 28. 29. 30.     |
|                         | |
| prosinac                | 1. 2. 3. 4. 5. 6. 7. 8. 9. 10. 11. 12. 13. 14. 15. 16. 17. 18. 19. 20. 21. 22. 23. 24. 25. 26. 27. 28. 29. 30. 31. |
|                         | |
| ostali datumi           | 0. siječnja · 30. veljače · 31. veljače · 0. ožujka                                                                |

| mjeseci i dani u godini | mjeseci i dani u godini                                                                                            |
| ----------------------- | --- |
|                         | |
| siječanj                | 1. 2. 3. 4. 5. 6. 7. 8. 9. 10. 11. 12. 13. 14. 15. 16. 17. 18. 19. 20. 21. 22. 23. 24. 25. 26. 27. 28. 29. 30. 31. |
|                         | |
| veljača                 | 1. 2. 3. 4. 5. 6. 7. 8. 9. 10. 11. 12. 13. 14. 15. 16. 17. 18. 19. 20. 21. 22. 23. 24. 25. 26. 27. 28. 29.         |
|                         | |
| ožujak                  | 1. 2. 3. 4. 5. 6. 7. 8. 9. 10. 11. 12. 13. 14. 15. 16. 17. 18. 19. 20. 21. 22. 23. 24. 25. 26. 27. 28. 29. 30. 31. |
|                         | |
| travanj                 | 1. 2. 3. 4. 5. 6. 7. 8. 9. 10. 11. 12. 13. 14. 15. 16. 17. 18. 19. 20. 21. 22. 23. 24. 25. 26. 27. 28. 29. 30.     |
|                         | |
| svibanj                 | 1. 2. 3. 4. 5. 6. 7. 8. 9. 10. 11. 12. 13. 14. 15. 16. 17. 18. 19. 20. 21. 22. 23. 24. 25. 26. 27. 28. 29. 30. 31. |
|                         | |
| lipanj                  | 1. 2. 3. 4. 5. 6. 7. 8. 9. 10. 11. 12. 13. 14. 15. 16. 17. 18. 19. 20. 21. 22. 23. 24. 25. 26. 27. 28. 29. 30.     |
|                         | |
| srpanj                  | 1. 2. 3. 4. 5. 6. 7. 8. 9. 10. 11. 12. 13. 14. 15. 16. 17. 18. 19. 20. 21. 22. 23. 24. 25. 26. 27. 28. 29. 30. 31. |
|                         | |
| kolovoz                 | 1. 2. 3. 4. 5. 6. 7. 8. 9. 10. 11. 12. 13. 14. 15. 16. 17. 18. 19. 20. 21. 22. 23. 24. 25. 26. 27. 28. 29. 30. 31. |
|                         | |
| rujan                   | 1. 2. 3. 4. 5. 6. 7. 8. 9. 10. 11. 12. 13. 14. 15. 16. 17. 18. 19. 20. 21. 22. 23. 24. 25. 26. 27. 28. 29. 30.     |
|                         | |
| listopad                | 1. 2. 3. 4. 5. 6. 7. 8. 9. 10. 11. 12. 13. 14. 15. 16. 17. 18. 19. 20. 21. 22. 23. 24. 25. 26. 27. 28. 29. 30. 31. |
|                         | |
| studeni                 | 1. 2. 3. 4. 5. 6. 7. 8. 9. 10. 11. 12. 13. 14. 15. 16. 17. 18. 19. 20. 21. 22. 23. 24. 25. 26. 27. 28. 29. 30.     |
|                         | |
| prosinac                | 1. 2. 3. 4. 5. 6. 7. 8. 9. 10. 11. 12. 13. 14. 15. 16. 17. 18. 19. 20. 21. 22. 23. 24. 25. 26. 27. 28. 29. 30. 31. |
|                         | |
| ostali datumi           | 0. siječnja · 30. veljače · 31. veljače · 0. ožujka                                                                |